# 26 października
26 października jest 299. (w latach przestępnych 300.) dniem w kalendarzu gregoriańskim. Do końca roku pozostaje 66 dni.

## Święta
- Imieniny obchodzą: Amand, Amanda, Bernard, Bonawentura, Damian, Demetriusz, Ewaryst, Felicysym, Fulko, Kalistrat, Leonarda, Lucjan, Lucyna, Ludomiła, Lutosław, Łucjan, Łucjana, Marcjan, Rustyk i Rustyka.
- Austria – Święto Narodowe (Deklaracja Neutralności 1955)
- Benin – Święto Sił Zbrojnych
- Nauru – Angam Day
- Międzynarodowe – Światowy Dzień Donacji i Transplantacji (w Polsce obchodzony również Dzień Transplantacji, 26 stycznia)
- Światowy Dzień Wiedzy o Interpłciowości[1]
- wspomnienia i święta w Kościele katolickim[2][3] obchodzą:
  - św. Amand[4] (biskup Strasburga)
  - bł. Bonawentura z Potenzy
  - bł. Celina Borzęcka (założycielka zmartwychwstanek, CR)
  - św. Demetriusz z Tesalonik (męczennik) (również 9 kwietnia)
  - św. Ewaryst (papież)
  - święci Lucjan i Marcjan (męczennicy)

## Wydarzenia w Polsce
- 1206 – Papież Innocenty III wydał bullę wzywającą polski kler do wspierania opata Godfryda z Łekna w jego działaniach misyjnych wśród Prusów.
- 1497 – I wojna polsko-turecka: wojsko polskie pod dowództwem króla Jana I Olbrachta zostało rozgromione w bitwie pod Koźminem.
- 1528 – Został zawarty traktat polsko-turecki, gwarantujący przyjazne stosunki pomiędzy obydwoma państwami, zwrot jeńców za wykupem oraz wolność handlu.
- 1564 – Założono Seminarium Duchowne w Poznaniu.
- 1574 – Przed krakowskim ratuszem ścięto 5 uczestników tumultu z 10 października.
- 1659 – Potop szwedzki: zwycięstwo wojsk polskich w bitwie pod Gdańską Głową.
- 1768 – Konfederacja barska: kapitulacja Nieświeża.
- 1777 – Spłonęło doszczętnie opactwo na Świętym Krzyżu.
- 1794 – Insurekcja kościuszkowska: w czasie ofensywy Aleksandra Suworowa na Warszawę doszło do bitwy pod Kobyłką.
- 1885 – W Grodzisku Wielkopolskim otwarto progimnazjum, pierwszą szkołę średnią w mieście.
- 1916:
  - I wojna światowa: zakończyła się bitwa pod Laskami i Anielinem.
  - W Krakowie otwarto Kino „Sztuka”.
- 1924 – Odbył się IV kongres Związku Ludowo-Narodowego.
- 1927 – Sprowadzono ze Szwajcarii urnę z sercem Tadeusza Kościuszki.
- 1930 – Piłkarska reprezentacja Polski po raz pierwszy rozegrała mecz na Stadionie Wojska Polskiego w Warszawie, pokonując Łotwę 6:0.
- 1931 – Rozpoczął się proces brzeski przywódców Centrolewu.
- 1933 – Został poświęcony kościół św. Klemensa Hofbauera w Warszawie.
- 1937 – Premiera filmu Dziewczęta z Nowolipek w reżyserii Józefa Lejtesa.
- 1939:
  - Na podstawie dekretu Adolfa Hitlera z 12 października powstało Generalne Gubernatorstwo.
  - Reprezentujący niemieckie władze okupacyjne inspektor szkolny Otto Kitzman zwołał w Szkole Powszechnej nr 8 przy ul. Słowackiego 4a we Włocławku konferencję nauczycieli szkół powszechnych i średnich z terenu miasta i powiatu w celu omówienia stanu przygotowań do rozpoczęcia roku szkolnego. 119 nauczycieli, którzy stawili się na konferencję zostało aresztowanych, zaś nauczycielki, które przybyły na spotkanie zostały zwolnione. Większość z aresztowanych nauczycieli została potem deportowana do niemieckich obozów pracy[5].
  - Sowieci przekazali Wilno Litwinom.
- 1941 – II wojna światowa: marszałek Polski Edward Śmigły-Rydz powrócił do kraju z zamiarem rozbudowania organizacji Obóz Polski Walczącej i podjęcia walki z okupantem niemieckim.
- 1945:
  - Do kraju powróciły internowane w czasie II wojny światowej w Szwecji okręty podwodne: ORP „Ryś”, ORP „Sęp” i ORP „Żbik”.
  - Krajowa Rada Narodowa wydała dekret nacjonalizacyjny o własności i użytkowaniu gruntów na obszarze miasta stołecznego Warszawy.
  - Założono Polską Agencję Prasową.
- 1950 – Bracia Przemysław i Tomir Bałutowie uciekli z Gdańska do Szwecji dwupłatowym samolotem Po-2 (tzw. „kukuruźnikiem”).
- 1952 – Odbyły się wybory do Sejmu.
- 1956 – Prymas kardynał Stefan Wyszyński został zwolniony z internowania.
- 1958:
  - Otwarto Muzeum Henryka Sienkiewicza w Oblęgorku.
  - W Czeladzi rozpoczęto budowę pierwszej szkoły tysiąclecia.
- 1964 – Przed Sądem Wojewódzkim w Warszawie rozpoczął się proces Melchiora Wańkowicza, oskarżonego o działalność antypaństwową.
- 1969 – W Beskidzie Śląskim została odkryta Jaskinia Pajęcza.
- 1971 – Zakupiono licencję na produkcję Fiata 126.
- 1975 – W rozegranym na Stadionie Dziesięciolecia w Warszawie meczu eliminacyjnym do Mistrzostw Europy Polska zremisowała bezbramkowo z Włochami.
- 1981 – Rozpoczął się strajk w Wyższej Szkole Inżynierskiej w Radomiu.
- 1982 – Sejm PRL przyjął ustawę o wychowaniu w trzeźwości i przeciwdziałaniu alkoholizmowi.
- 1987 – W Szczecinie otwarto pierwszą nitkę Trasy Zamkowej.
- 1993 – Waldemar Pawlak został premierem RP.
- 1996 – Oblatano prototyp śmigłowca PZL SW-4.
- 2001 – Ze swego domu w Drobinie został uprowadzony Krzysztof Olewnik.
- 2002 – W Krakowie oddano do użytku Most Wandy.
- 2003 – PLL LOT przystąpiły do sojuszu lotniczego Star Alliance.
- 2007 – Weszła w życie ustawa o zakazie handlu w dni świąteczne.
- 2013 – Adam Nawałka został selekcjonerem reprezentacji Polski w piłce nożnej.

## Wydarzenia na świecie
- 740 – Trzęsienie ziemi zniszczyło Konstantynopol.
- 899 – Edward Starszy został królem Wesseksu.
- 1406 – Król Danii, Szwecji i Norwegii Eryk Pomorski ożenił się w Lund z Filipą Lancaster.
- 1440 – W Nantes został stracony seryjny morderca Gilles de Rais i jego dwaj wspólnicy.
- 1530 – Joannici przybyli na Maltę.
- 1587 – Wojny religijne hugenockie: zwycięstwo katolickiej armii królewskiej w bitwie pod Vimory.
- 1596 – III wojna austriacko-turecka: zwycięstwo wojsk tureckich w bitwie pod Mezőkeresztes.
- 1597 – Wojna japońsko-koreańska: stoczono bitwę morską pod Myeongnyang.
- 1640 – W Ripon podpisano traktat pokojowy kończący angielsko-szkocką II wojnę biskupią.
- 1689 – V wojna austriacko-turecka: wojska austriackie zdobyły i spaliły Skopje.
- 1774 – W Filadelfii zakończył się I Kongres Kontynentalny.
- 1795 – Rewolucja francuska: utworzono Dyrektoriat.
- 1838 – Honduras wystąpił z Konfederacji Środkowoamerykańskiej.
- 1842 – Gen. Nicolás Bravo został po raz drugi prezydentem Meksyku.
- 1854 – Niemiecki astronom Salomon Goldschmidt odkrył planetoidę (32) Pomona.
- 1859 – Statek pasażerski „Royal Charter” rozbił się podczas sztormu na skałach walijskiej wyspy Anglesey, w wyniku czego zginęło co najmniej 459 osób.
- 1860 – Włoska wojna wyzwoleńcza: w Teano koło Neapolu doszło do spotkania pomiędzy Giuseppe Garibaldim a królem Piemontu i Sardynii Wiktorem Emanuelem II, którego Garibaldi nazwał „królem Italii” i przekazał mu Królestwo Obojga Sycylii.
- 1863:
  - W Anglii założono The Football Association.
  - W Genewie, z inicjatywy Henriego Dunanta, rozpoczęła się międzynarodowa konferencja, w czasie której założono organizację Czerwonego Krzyża.
- 1881 – W Tombstone w Arizonie miała miejsce strzelanina w O.K. Corral, w której wziął udział jeden z najsłynniejszych rewolwerowców Wyatt Earp.
- 1883 – W Rydze założono korporację akademicką Welecja.
- 1884 – Auguste Beernaert został premierem Belgii.
- 1895 – Uruchomiono drezdeńską kolej linowo-terenową.
- 1899 – W Wiedniu odbyła się premiera operetki Wiedeńska krew Johanna Straussa (syna).
- 1905 – Została rozwiązana unia szwedzko-norweska.
- 1909:
  - Francuzka Marie Marvingt jako pierwsza kobieta przeleciała balonem nad kanałem La Manche.
  - Japoński gubernator generalny Korei książę Hirobumi Itō został zamordowany w chińskim Harbinie przez koreańskiego nacjonalistę.
  - Założono Portugalski Komitet Olimpijski (COP).
- 1911 – Na Newie w Petersburgu otwarto Most Piotra Wielkiego.
- 1912 – I wojna bałkańska: wojska serbskie wkroczyły do Skopje.
- 1914 – Premiera filmu niemego Charlie piekarczykiem w reżyserii i z udziałem Charliego Chaplina.
- 1917 – I wojna światowa:
  - Austriacy zdobyli włoskie forty Montemaggiore.
  - Brazylia wypowiedziała wojnę Niemcom.
- 1920 – Ants Piip został premierem Estonii.
- 1921 – W Niemczech powstał II rząd Josepha Wirtha.
- 1923 – W swym pierwszym oficjalnym meczu reprezentacja Turcji w piłce nożnej mężczyzn zremisowała w Stambule z Rumunią 2:2.
- 1927 – Sąd w Paryżu uniewinnił anarchistę pochodzenia żydowskiego Szolema Szwarcbarda od zarzutu zabójstwa Symona Petlury.
- 1931 – Dokonano oblotu brytyjskiego samolotu szkolnego de Havilland Tiger Moth.
- 1933 – Albert Sarraut został premierem Francji.
- 1934 – Premiera czechosłowackiej komedii filmowej Hej rup! w reżyserii Martina Friča.
- 1936 – Hiszpańska wojna domowa: w ramach zapłaty za radziecką pomoc wojskową dla rządu republikańskiego wypłynął do Odessy statek z 510 tonami złota z rezerw Banku Hiszpanii.
- 1938 – Rozpoczęła się tzw. Polenaktion, w ramach której 17 tys. polskich Żydów mieszkających w III Rzeszy zostało deportowanych do Polski.
- 1939 – Ksiądz Jozef Tiso został prezydentem Republiki Słowackiej.
- 1940:
  - 125 funkcjonariuszy NKWD uczestniczących w przygotowaniu zbrodni katyńskiej i jej wykonaniu zostało nagrodzonych przez Ławrientija Berię tajnym rozkazem nr 001365 „za pomyślne wykonanie zadań specjalnych”.
  - Dokonano oblotu amerykańskiego myśliwca North American P-51 Mustang.
- 1941 – w Pietruszynskiej bałce pod Taganrogiem Niemcy zamordowali około 1,8 tys. Żydów.

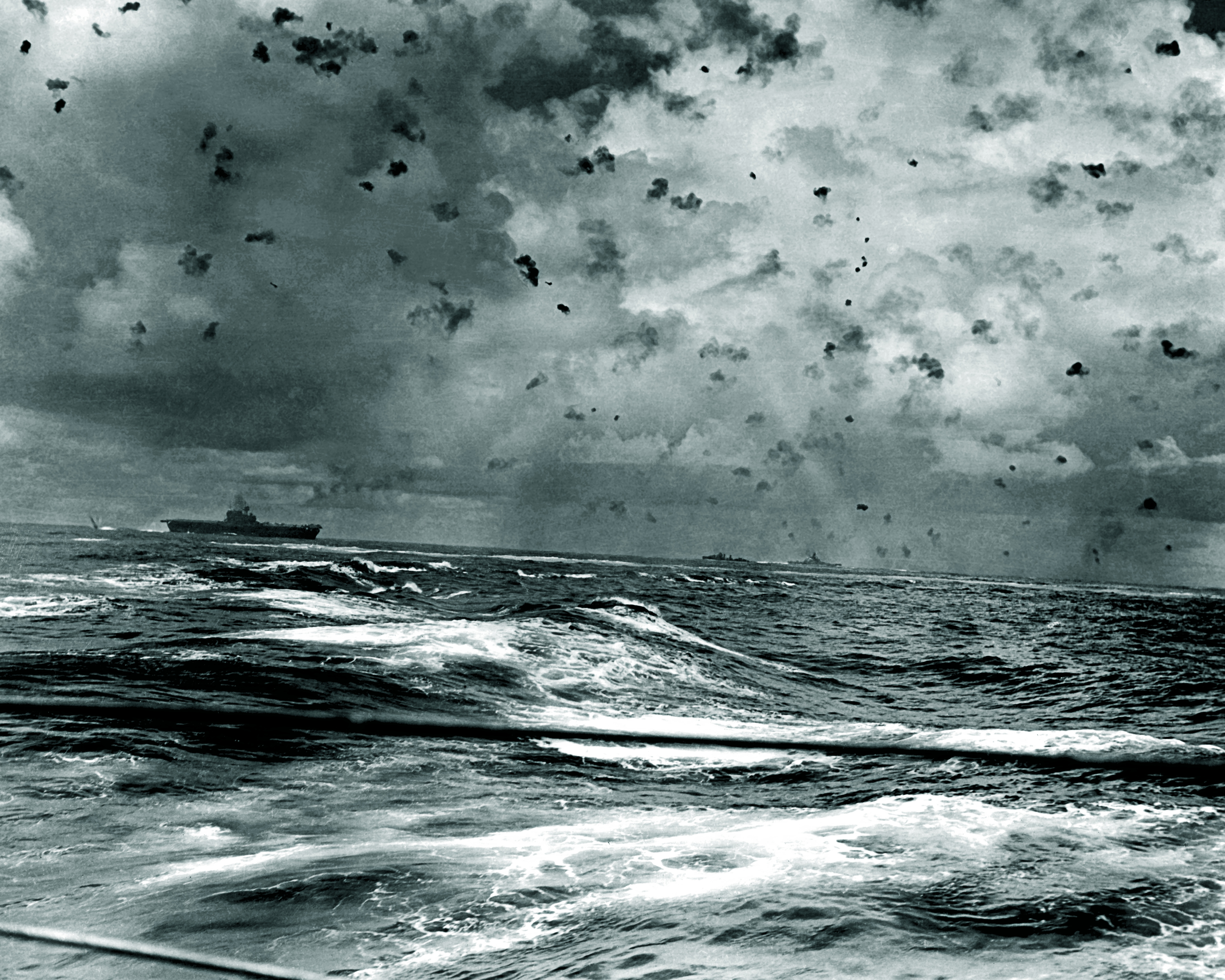
Niebo zasnute pociskami przeciwlotniczymi nad lotniskowcem USS „Enterprise” w czasie bitwy koło wysp Santa Cruz

- 1942 – Wojna na Pacyfiku: taktyczne zwycięstwo wojsk japońskich w bitwie koło wysp Santa Cruz.
- 1944 – Front zachodni: wojska kanadyjskie zajęły opuszczony obóz koncentracyjny Hertogenbosch w Holandii.
- 1947:
  - Maharadża Hari Singh podpisał akt przyłączenia Kaszmiru do Indii.
  - W katastrofach samolotów Douglas DC-4 w Atenach i w południowej Alasce zginęły 44 i 18 osób – wszyscy na pokładach.
- 1951 – Powstał trzeci rząd Winstona Churchilla.
- 1953 – W Zurychu założono Międzynarodowe Stowarzyszenie Drzeworytników XYLON.
- 1954 – Zlikwidowano Wolne Terytorium Triestu.
- 1955:
  - Ngô Đình Diệm proklamował powstanie Wietnamu Południowego i ogłosił się jego prezydentem.
  - Parlament Austrii uchwalił konstytucję oraz deklarację o wieczystej neutralności.
- 1956:
  - Premiera francuskiej komedii filmowej Czarny rynek w Paryżu w reżyserii Claude’a Autant-Lary.
  - W Nowym Jorku podpisano statut Międzynarodowej Agencji Energii Atomowej.
- 1960 – W wojskowym zamachu stanu został obalony prezydent Salwadoru José María Lemus.
- 1961 – Grégoire Kayibanda został prezydentem Rwandy.
- 1962 – Premiera thrillera Co się zdarzyło Baby Jane? w reżyserii Roberta Aldricha.
- 1965:
  - Członkowie zespołu The Beatles zostali odznaczeni przez królową Elżbietę II Orderami Imperium Brytyjskiego.
  - W RFN powstał drugi rząd Ludwiga Erharda.
- 1966:
  - Premier Demokratycznej Republiki Konga gen. Léonard Mulamba został usunięty ze stanowiska przez prezydenta Mobutu Sese Seko.
  - Wojna wietnamska: w Zatoce Tonkińskiej w pożarze lotniskowca USS „Oriskany”, który rozpoczął się w magazynie z flarami, zginęło 44 członków załogi, a 15 odniosło obrażenia.
- 1967:
  - Odbyła się koronacja szacha Iranu Mohammada Rezy Pahlawiego i jego małżonki Farah Pahlawi.
  - Wojna wietnamska: późniejszy senator i kandydat na prezydenta John McCain został zestrzelony w czasie bombardowania elektrociepłowni w centrum Hanoi, doznając w czasie katapultowania złamania rąk i nogi, po czym spędził 5,5 roku w niewoli.
- 1968 – Rozpoczęła się załogowa misja kosmiczna Sojuz 3 (Gieorgij Bieriegowoj).
- 1969 – W Portugalii odbyły się pierwsze od 44 lat wielopartyjne wybory parlamentarne, jednak wszystkie 130 mandatów w Zgromadzeniu Republiki zdobyła rządząca Unia Narodowa.
- 1970 – Po trzyletnim zawieszeniu z powodu odnowy służby wojskowej amerykański zawodowy bokser Muhammad Ali powrócił na ring, pokonując w Atlancie w trzeciej rundzie przez techniczny nokaut Jerry’ego Quarry’ego.
- 1971 – Początek erupcji wulkanu Teneguía na wyspie La Palma.
- 1972 – Prezydent Beninu Justin Ahomadégbé-Tomêtin został obalony w wojskowym zamachu kierowanym przez majora Mathieu Kérékou, który zajął jego miejsce.
- 1973 – Dokonano oblotu francusko-niemieckiego samolotu szturmowego Dassault/Dornier Alpha Jet.
- 1975:
  - Justyn de Jacobis został kanonizowany przez papieża Pawła VI.
  - W Düsseldorfie rozpoczął się trzeci proces załogi Majdanka.
- 1976 – Bantustan Transkei w Południowej Afryce uzyskał niepodległość.
- 1977 – W Somalii zdiagnozowano ostatni naturalny przypadek ospy prawdziwej.
- 1979 – Prezydent Korei Południowej Park Chung-hee został zastrzelony w czasie obiadu przez szefa południowokoreańskiego wywiadu Kim Jae-kyu.
- 1981 – Park Morski Wielkiej Rafy Koralowej został wpisany na listę światowego dziedzictwa UNESCO.
- 1984:
  - Koło Hagen w RFN w niewyjaśnionych do dziś okolicznościach został zamordowany niemiecki technik żywienia Günther Stoll. Wcześniej w swoim domu zapisał na kartce wyraz „YOGTZE”. Do dziś nie wiadomo co on znaczy.
  - Premiera filmu science fiction Terminator w reżyserii Jamesa Camerona.
- 1994 – Izrael i Jordania podpisały układ pokojowy.
- 1997:
  - Włochy oraz nieformalnie San Marino i Watykan przystąpiły do układu z Schengen.
  - Założono ukraińską Partię Regionów.
- 2000:
  - Laurent Gbagbo został prezydentem Wybrzeża Kości Słoniowej.
  - Rolandas Paksas został po raz drugi premierem Litwy.
- 2001 – Uchwalono USA PATRIOT Act.
- 2002 – Atak na moskiewski teatr na Dubrowce: podczas odbijania teatru przez rosyjskie jednostki specjalne zginęło 129 zakładników i 40 czeczeńskich terrorystów, a ponad 700 osób odniosło obrażenia.
- 2005 – Oddano do użytku nowy gmach Akademii Sztuk Pięknych w Monachium.
- 2009:
  - Jurelang Zedkaia został wybrany przez parlament na stanowisko prezydenta Wysp Marshalla.
  - W katastrofie lotu S-Air 9607 pod Mińskiem zginęło 5 osób.
- 2010:
  - W akwarium Sea Life Centre w Oberhausen padł Paul, ośmiornica znana z trafnego „typowania” wyników meczów reprezentacji Niemiec w piłce nożnej.
  - Zakończono napełnianie zbiornika za Zaporą Trzech Przełomów w Chinach.
- 2013 – W Czechach zakończyły się dwudniowe, przedterminowe wybory parlamentarne.
- 2014:
  - Na Ukrainie odbyły się przedterminowe wybory parlamentarne.
  - Urzędująca prezydent Brazylii Dilma Rousseff została wybrana na drugą kadencję.
- 2015 – 398 osób zginęło, a 2710 zostało rannych w trzęsieniu ziemi w Hindukuszu.
- 2017:
  - Jacinda Ardern objęła urząd premiera Nowej Zelandii.
  - Prezydent Nursułtan Nazarbajew wydał dekret nakazujący do roku 2025 zastąpienie w języku kazachskim pisowni cyrylicą alfabetem łacińskim.
- 2018 – Ubiegający się o reelekcję Michael D. Higgins wygrał w pierwszej turze wybory prezydenckie w Irlandii.
- 2022 – Trzech zamachowców z Państwa Islamskiego otworzyło ogień w szyickim meczecie w mieście Sziraz w Iranie, zabijając 13 i raniąc ponad 40 osób.

## Urodzili się
- 1427 – Zygmunt Habsburg, arcyksiążę Austrii, władca Tyrolu (zm. 1496)
- 1431 – Herkules I d’Este, książę Ferrary i Modeny (zm. 1505)
- 1473 – Fryderyk Wettyn, niemiecki książę, duchowny katolicki, arcybiskup Magdeburga, wielki mistrz zakonu krzyżackiego (zm. 1510)
- 1491 – Zhengde, cesarz Chin (zm. 1521)
- 1493 – Francesco Sfondrati, włoski duchowny katolicki, biskup Sarno i Capaccio, arcybiskup Amalfi i Cremony, kardynał  (zm. 1550)
- 1507 – Alvise Mocenigo, doża Wenecji (zm. 1577)
- 1543 – Angela Serafina Prat, hiszpańska mistyczka, Służebnica Boża (zm. 1608)
- 1564 – (data chrztu) Hans Leo Hassler, niemiecki kompozytor, organista (zm. 1612)
- 1610 – Caspar Movius, niemiecki kompozytor, muzyk (zm. 1667)
- 1624 – Dosyteusz, mołdawski duchowny prawosławny, metropolita Mołdawii, humanista, poeta, tłumacz (zm. 1693)
- 1635 – Michał Kazimierz Radziwiłł, książę, hetman polny litewski, dyplomata (zm. 1680)
- 1645 – Aert Gelder, holenderski malarz, rysownik (zm. 1727)
- 1673 – Dimitrie Cantemir, hospodar Mołdawii (zm. 1723)
- 1680 – Karol Oldenburg, książę duński i norweski (zm. 1729)
- 1684 – Kurt Christoph von Schwerin, pruski feldmarszałek (zm. 1757)
- 1685 – Domenico Scarlatti, włoski kompozytor (zm. 1757)
- 1694 – Johan Helmich Roman, szwedzki kompozytor (zm. 1758)
- 1697 – John Peter Zenger, amerykański drukarz, wydawca, dziennikarz (zm. 1746)
- 1725 – Johann Beaulieu, austriacki feldmarszałek (zm. 1819)
- 1734 – Ewaryst Andrzej Kuropatnicki, polski hrabia, polityk, geograf, heraldyk (zm. 1788)
- 1746:
  - Mikołaj Regnier, polski lekarz chirurg pochodzenia francuskiego (zm. 1800)
  - Curt von Stedingk, szwedzki dyplomata (zm. 1837)
- 1752 – William Belsham, brytyjski historyk, pisarz, polityk (zm. 1827)
- 1757:
  - Charles Pinckney, amerykański wojskowy, dyplomata, polityk, senator (zm. 1824)
  - Carl Leonhard Reinhold, austriacki filozof, pisarz (zm. 1823)
- 1759 – Georges Danton, francuski adwokat, polityk, rewolucjonsta (zm. 1794)
- 1768 – Eustachy Erazm Sanguszko, polski książę, generał, pamiętnikar, poeta (zm. 1844)
- 1775 – Maurycy Hauke, polski generał artylerii Wojska Polskiego Królestwa Polskiego, polityk (zm. 1830)
- 1777 – Johann Wendt, niemiecki lekarz, wykładowca akademicki (zm. 1845)
- 1797 – Giuditta Pasta, włoska śpiewaczka operowa (sopran) (zm. 1865)
- 1800 – Helmut von Moltke, pruski feldmarszałek (zm. 1891)
- 1802 – Michał I Uzurpator, król Portugalii (zm. 1866)
- 1807:
  - Barbu Catargiu, rumuński dziennikarz, polityk, premier Rumunii (zm. 1862)
  - Karl Wilhelm von Horn, pruski polityk (zm. 1889)
- 1808 – Maurycy Napoleon Hauke, polski hrabia, oficer artylerii (zm. 1852)
- 1809 – Gerazym (Dobrosierdow), rosyjski biskup i święty prawosławny (zm. 1880)
- 1810 – Henryk Dmochowski, polski rzeźbiarz, uczestnik powstania styczniowego (zm. 1863)
- 1813 – Frédéric Flachéron, francuski pionier fotografii (zm. 1883)
- 1816:
  - Ksawery Branicki, polski ziemianin, wojskowy, finansista, działacz narodowy i emigracyjny, kolekcjoner sztuki, publicysta (zm. 1879)
  - Philip Pendleton Cooke, amerykański poeta (zm. 1850)
- 1818:
  - Louis Buffet, francuski polityk, premier Francji (zm. 1898)
  - Elizabeth Prentiss, amerykańska poetka, pisarka (zm. 1878)
- 1820:
  - Ewaryst Estkowski, polski pedagog, działacz oświatowy (zm. 1856)
  - Maria Encarnación Rosal, gwatemalska zakonnica, błogosławiona (zm. 1886)
- 1825 – Tomomi Iwakura, japoński polityk (zm. 1883)
- 1828 – Leonard Murialdo, włoski duchowny katolicki, święty (zm. 1900)
- 1829 – Louis Dunski, francuski architekt pochodzenia polskiego (zm. 1888)
- 1830 – Oskar Jäger, niemiecki historyk, pedagog (zm. 1910)
- 1835 – Karol Miller, polski malarz (zm. 1920)
- 1837 – Karl Koldewey, niemiecki żeglarz, kapitan marynarki, badacz polarny (zm. 1908)
- 1839 – Dymitr (Kowalnicki), rosyjski biskup prawosławny (zm. 1913)
- 1841:
  - Theodor von Oppolzer, austriacki astronom, matematyk (zm. 1886)
  - Léopold Thadée Ramotowski, francuski generał brygady pochodzenia polskiego (zm. 1921)
- 1842 – Wasilij Wierieszczagin, rosyjski malarz (zm. 1904)
- 1843 – Karl Lindeman, rosyjski zoolog, entomolog pochodzenia niemieckiego (zm. 1929)
- 1845 – Hendrik Waelput, belgijski dyrygent, kompozytor (zm. 1895)
- 1846:
  - Lewis Boss, amerykański astronom (zm. 1912)
  - Charles Prestwich Scott, brytyjski dziennikarz, wydawca, polityk (zm. 1932)
- 1847 – Julian Olpiński, polski lekarz, polityk (zm. 1908)
- 1848 – Celestyna od Matki Bożej, włoska zakonnica, błogosławiona (zm. 1925)
- 1849 – Ferdinand Georg Frobenius, niemiecki matematyk (zm. 1917)
- 1852 – Jean-Eugène Buland, francuski malarz (zm. 1926)
- 1853 – Elisabeth von Ardenne, niemiecka arystokratka, pielęgniarka (zm. 1952)
- 1856 – Ludwik Krause, polski chirurg (zm. 1922)
- 1857 – Georges Leygues, francuski polityk, premier Francji (zm. 1933)
- 1859:
  - Elizabeth Nourse, amerykańska malarka, dekoratorka, rzeźbiarka (zm. 1938)
  - Edmund Płoski, polski prawnik, sędzia, działacz socjalistyczny (zm. 1942)
- 1860 – Will Allen Dromgoole, amerykańska pisarka, poetka (zm. 1934)
- 1861 – Ignacy Dembowski, polski polityk (zm. 1942)
- 1862 – Hilma af Klint, szwedzka malarka (zm. 1944)
- 1865 – Benjamin Guggenheim, amerykański przedsiębiorca (zm. 1912)
- 1866:
  - Ignacy Daszyński, polski polityk socjalistyczny, premier i marszałek Sejmu RP (zm. 1936)
  - John Sankey, brytyjski prawnik, arystokrata, polityk (zm. 1948)
- 1868 – Karol Boromeusz Chądzyński, polski aptekarz, kupiec, polityk, poseł na Sejm RP (zm. 1947)
- 1869 – Washington Luís, brazylijski polityk, prezydent Brazylii (zm. 1957)
- 1872 – Wacław Sobieski, polski historyk (zm. 1935)
- 1873:
  - Carlo Alberto Salustri, włoski poeta (zm. 1950)
  - Thorvald Stauning, duński polityk, premier Danii (zm. 1942)
- 1874 – Martin Lowry, brytyjski chemik (zm. 1936)
- 1875 – H.B. Warner, brytyjski aktor (zm. 1958)
- 1876:
  - Fritz Lotmar, niemiecki neurolog, neuropatolog (zm. 1964)
  - Edward O’Rourke, polski duchowny katolicki, biskup gdański (zm. 1943)
- 1877 – Arnfinn Heje, norweski żeglarz sportowy (zm. 1958)
- 1878 – José Ituarte Moscardó, hiszpański generał (zm. 1956)
- 1880:
  - Andriej Bieły, rosyjski pisarz, krytyk literacki (zm. 1934)
  - Dmitrij Karbyszew, radziecki generał porucznik (zm. 1945)
- 1881 – Louis Bastien, francuski kolarz torowy, szermierz (zm. 1963)
- 1882 – John Black, kanadyjski strzelec sportowy pochodzenia szkockiego (zm. 1924)
- 1883 – Napoleon Hill, amerykański pisarz (zm. 1970)
- 1886 – Hanns Braun, niemiecki lekkoatleta, średniodystansowiec, pilot myśliwski (zm. 1918)
- 1887 – Leonid Ramzin, rosyjski inżynier, konstruktor kotłów parowych (zm. 1948)
- 1888 – Nestor Machno, ukraiński rewolucjonista, ataman (zm. 1934)
- 1889 – Ludwik Grosfeld, polski prawnik, polityk (zm. 1955)
- 1890:
  - Stefanos Sarafis, grecki generał, polityk (zm. 1957)
  - James Yen, chiński nauczyciel, reformator, działacz na rzecz rozwoju wsi (zm. 1990)
- 1891 – Renato Anselmi, włoski szablista (zm. 1973)
- 1892:
  - Gaston Chevrolet, szwajcarsko-amerykański kierowca wyścigowy (zm. 1920)
  - Antoni Silvestre Moya, hiszpański duchowny katolicki, męczennik, błogosławiony (zm. 1936)
  - Jan Łazarski, polski kolarz torowy, trener, działacz sportowy (zm. 1968)
  - Robert Nitschmann, polski duchowny luterański, konsenior diecezji warszawskiej Kościoła Ewangelicko-Augsburskiego w Polsce (zm. 1940)
- 1893 – Miloš Crnjanski, serbski prozaik, poeta, publicysta (zm. 1977)
- 1894:
  - Zygmunt Biesiadecki, polski aktor (zm. 1944)
  - Dmitrij Gusiew, radziecki generał pułkownik (zm. 1957)
- 1895:
  - Władysław Kępa, polski oficer i działacz niepodległościowy (zm. 1940)
  - Zofia Zaleska, polska dziennikarka, polityk, poseł na Sejm RP, działaczka emigracyjna (zm. 1974)
- 1896 – Vlasta Kálalová, czeska lekarka, biolog (zm. 1971)
- 1897 – William Harris, amerykański pływak (zm. 1961)
- 1898:
  - Janusz Popławski, polski śpiewak operowy i operetkowy (tenor), aktor (zm. 1971)
  - William Warner, amerykański antropolog społeczny, socjolog (zm. 1970)
- 1899 – Nikołaj Skworcow, radziecki polityk (zm. 1974)
- 1900:
  - Ibrahim Abbud, sudański generał, polityk, prezydent Sudanu (zm. 1983)
  - Karin Boye, szwedzka pisarka, poetka (zm. 1941)
  - Pierre Braine, belgijski piłkarz (zm. 1951)
  - Czesław Knothe, polski artysta plastyk, architekt wnętrz, projektant mebli (zm. 1985)
  - Mark Sandrich, amerykański reżyser, scenarzysta i producent filmowy pochodzenia żydowskiego (zm. 1945)
- 1901:
  - Filaret (Atanasow), bułgarski biskup prawosławny (zm. 1960)
  - Jack Dunfee, brytyjski kierowca wyścigowy (zm. 1975)
  - Artur Ros Montalt, hiszpański działacz Akcji Katolickiej, męczennik, błogosławiony (zm. 1936)
  - Tadeusz Urbański, polski chemik (zm. 1985)
- 1902:
  - Henryk Kłoczkowski, polski komandor podporucznik (zm. 1962)
  - Karol Pękala, polski duchowny katolicki, biskup pomocniczy tarnowski (zm. 1968)
  - Jack Sharkey, amerykański bokser pochodzenia litewskiego (zm. 1994)
- 1903 – Herman Auerbach, polski matematyk pochodzenia żydowskiego (zm. 1942)
- 1904:
  - John Leland Atwood, amerykański inżynier, projektant lotniczy (zm. 1999)
  - Nikołaj Duchow, radziecki inżynier, konstruktor ładunków atomowych i termojądrowych (zm. 1964)
  - Nurtas Ongdasynow, kazachski i radziecki polityk (zm. 1989)
  - Grigorij Safonow, radziecki prawnik, prokurator generalny (zm. 1972)
- 1905:
  - George Flahiff, kanadyjski duchowny katolicki, arcybiskup Winnipeg, kardynał (zm. 1989)
  - John Maclay, brytyjski arystokrata, polityk (zm. 1992)
- 1906 – Józef Kubicz, polski dermatolog (zm. 1988)
- 1907 – Wszechwład Maracewicz, polski komandor podporucznik (zm. 1987)
- 1908:
  - Isis Kischka, francuski malarz pochodzenia żydowskiego (zm. 1973)
  - Miguel Otero Silva, wenezuelski prozaik, poeta, publicysta, polityk (zm. 1985)
  - Irena Rybotycka, polska pisarka, wydawca (zm. 1999)
- 1909 – Allen Montgomery Lewis, polityk z Saint Lucia, gubernator generalny (zm. 1993)
- 1910 – John Krol, amerykański duchowny katolicki, arcybiskup Filadelfii, kardynał pochodzenia polskiego (zm. 1996)
- 1911:
  - Mahalia Jackson, amerykańska piosenkarka (zm. 1972)
  - Maurice Perrin, francuski kolarz torowy i szosowy (zm. 1992)
  - Shiing-shen Chern, chiński matematyk (zm. 2004)
- 1912:
  - Stanisław Rączkowski, polski ekonomista (zm. 2006)
  - Don Siegel, amerykański reżyser i producent filmowy pochodzenia żydowskiego (zm. 1991)
  - Irena Turska, polska historyk, krytyk i teoretyk baletu (zm. 2012)
- 1913:
  - Charlie Barnet, amerykański saksofonista jazzowy (zm. 1991)
  - Jean Capelle, belgijski piłkarz (zm. 1977)
  - Georges Maton, francuski kolarz torowy i szosowy (zm. 1998)
- 1914:
  - Jackie Coogan, amerykański aktor (zm. 1984)
  - Claude Jeter, amerykański piosenkarz (zm. 2009)
  - Stefan Sándor, węgierski salezjanin, męczennik, błogosławiony (zm. 1953)
- 1915 – Joe Fry, brytyjski kierowca wyścigowy (zm. 1950)
- 1916:
  - François Mitterrand, francuski polityk, prezydent Francji (zm. 1996)
  - Zygmunt Olczak, polski nauczyciel, przedsiębiorca, polityk, poseł na Sejm PRL (zm. 1970)
- 1917 – Stanisław Harasymowicz, polski podporucznik, żołnierz AK, uczestnik powstania warszawskiego (zm. 1944)
- 1918:
  - Eric Ericson, szwedzki dyrygent chóralny, pedagog (zm. 2013)
  - Marc Hodler, szwajcarski działacz sportowy (zm. 2006)
- 1919:
  - Edward Brooke, amerykański polityk, senator (zm. 2015)
  - John A. Gronouski, amerykański urzędnik państwowy, dyplomata pochodzenia polskiego (zm. 1996)
  - Rota Onorio, kirybatyjski polityk, tymczasowy prezydent Kiribati (zm. 2004)
  - Aszraf Pahlawi, irańska księżniczka (zm. 2016)
  - Mohammad Reza Pahlawi, szach Iranu (zm. 1980)
  - Heinz Schmidt, niemiecka ofiara muru berlińskiego (zm. 1966)
- 1920:
  - Maureen Dunlop de Popp, brytyjska pilotka wojskowa (zm. 2012)
  - Bolesław Grzybowski, polski inżynier, działacz i polityk emigracyjny (zm. 1992)
  - Radomir Reszke, polski kompozytor, dyrygent, pedagog (zm. 2012)
- 1921:
  - Joe Fulks, amerykański koszykarz (zm. 1976)
  - Lone Mogensen, duńska członkini antyhitlerowskiego ruchu oporu (zm. 1945)
- 1922:
  - Zbigniew Gertych, polski ekonomista, polityk, wicepremier, wicemarszałek Sejmu PRL (zm. 2008)
  - Hans Peterson, szwedzki pisarz, autor książek dla dzieci (zm. 2022)
- 1923:
  - Bülent Eken, turecki piłkarz (zm. 2016)
  - Clarence Ross, amerykański kulturysta (zm. 2008)
- 1924:
  - Constantin Brodzki, belgijski architekt (zm. 2021)
  - Kazimierz Janiak, polski działacz partyjny, polityk, poseł na Sejm PRL, przewodniczący MRN Płocka (zm. 1986)
- 1925:
  - Alick Walker, brytyjski paleontolog (zm. 1999)
  - Jan Wolkers, holenderski pisarz, malarz, rzeźbiarz (zm. 2007)
  - Władimir Żeleznikow, rosyjski pisarz (zm. 2015)
- 1926:
  - Zofia Grodecka, polska etnograf, muzealniczka (zm. 2020)
  - Bernhard Klodt, niemiecki piłkarz (zm. 1996)
- 1927 – Janet Moreau, amerykańska lekkoatletka, sprinterka (zm. 2021)
- 1928 – Albert Brewer, amerykański polityk (zm. 2017)
- 1929:
  - Wanda Chotomska, polska pisarka, autorka książek dla dzieci i młodzieży (zm. 2017)
  - Dane Zajc, słoweński poeta, dramaturg, eseista (zm. 2005)
- 1930:
  - John Arden, brytyjski prozaik, dramaturg (zm. 2012)
  - Bronisław Kałwak, polski polityk, poseł na Sejm PRL (zm. 1998)
  - Jerzy Kursa, polski artysta plastyk, pedagog (zm. 1992)
  - Walentina Pletniowa, radziecka polityk (zm. 2012)
- 1931:
  - Patrick Ebosele Ekpu, nigeryjski duchowny katolicki, arcybiskup Benin City (zm. 2024)
  - Hanna Grabińska, polska nauczycielka języka angielskiego, tłumaczka, działaczka opozycyjna
- 1932:
  - Anthony Beilenson, amerykański polityk (zm. 2017)
  - Franco Cavallo, włoski żeglarz sportowy (zm. 2022)
  - Lajos Csordás, węgierski piłkarz, trener (zm. 1968)
- 1933:
  - Carlos Arredondo, argentyński piłkarz
  - André Van Herpe, belgijski piłkarz (zm. 2024)
- 1934:
  - Rod Hundley, amerykański koszykarz (zm. 2015)
  - Zofia Krasicka-Domka, polska lekarka, polityk, poseł na Sejm RP
  - Ulrich Plenzdorf, niemiecki prozaik, dramaturg, scenarzysta filmowy (zm. 2007)
  - Antym (Russas), grecki duchowny prawosławny, biskup metropolita Salonik (zm. 2025)
- 1936 – Òscar Ribas Reig, andorski przedsiębiorca, polityk, premier Andory (zm. 2020)
- 1937:
  - Wanda Czubernatowa, polska poetka ludowa
  - Ryszard Michalski, polski historyk, politolog
- 1938:
  - Alicja Klemińska, polska pływaczka (zm. 2017)
  - Bernadette Lafont, francuska aktorka (zm. 2013)
  - Tom Meschery, amerykański koszykarz pochodzenia rosyjskiego
  - Peter van Nieuwenhuizen, holenderski fizyk, wykładowca akademicki
- 1939:
  - Andrzej Burski, polski lekarz, internista, samorządowiec, polityk, poseł na Sejm PRL (zm. 2020)
  - Ludmiła Samotiosowa, rosyjska lekkoatletka, sprinterka
  - Wiesław Spychalski, polski działacz społeczny (zm. 2018)
- 1940:
  - José María Arancedo, argentyński duchowny katolicki, arcybiskup Santa Fe de la Vera Cruz
  - Darel Carrier, amerykański koszykarz
  - Eddie Henderson, amerykański trębacz jazzowy, kompozytor
  - Krystyna Wawrzynowicz, polska polityk, poseł na Sejm RP
- 1941:
  - Anna Borucka-Cieślewicz, polska polityk, poseł na Sejm RP
  - Torgeir Brandtzæg, norweski skoczek narciarski
  - Jiří Křižan, czeski scenarzysta filmowy (zm. 2010)
  - Holger Meins, niemiecki terrorysta (zm. 1974)
  - Harald Nielsen, duński piłkarz (zm. 2015)
  - Peter Przygodda, niemiecki reżyser i montażysta filmowy (zm. 2011)
- 1942:
  - Bob Hoskins, brytyjski aktor, reżyser filmowy (zm. 2014)
  - Milton Nascimento, brazylijski wokalista, gitarzysta, kompozytor
  - Maria Osterwa-Czekaj, polska dziennikarka, działaczka społeczna (zm. 2024)
- 1943:
  - Paweł Oberc, polski geofizyk (zm. 2019)
  - Dobrivoje Trivić, serbski piłkarz (zm. 2013)
- 1944:
  - Emanuel Cleaver, amerykański polityk, kongresman
  - Lucjan Franczak, polski trener i działacz piłkarski (zm. 2018)
  - Jerzy Gaweł, polski aktor (zm. 2013)
  - Martin Jellinghaus, niemiecki lekkoatleta, sprinter
  - Helena Mallotová, czeska polityk, tłumaczka, eurodeputowana
- 1945:
  - Pat Conroy, amerykański pisarz (zm. 2016)
  - Emmanuel Lafont, francuski duchowny katolicki, biskup Kajenny
  - Jaclyn Smith, amerykańska aktorka, modelka
- 1946:
  - Luis Alberto Fernández, argentyński duchowny katolicki, biskup Rafaeli
  - Pat Sajak, amerykański prezenter telewizyjny pochodzenia polskiego
  - Danuta Waniek, polska polityk, poseł na Sejm RP
- 1947:
  - Ian Ashley, brytyjski kierowca wyścigowy
  - Kolë Berisha, kosowski prawnik, polityk, przewodniczący Zgromadzenia Kosowa (zm. 2021)
  - Hillary Clinton, amerykańska prawnik, polityk, pierwsza dama, sekretarz stanu
  - Szabolcs Fazakas, węgierski ekonomista, polityk, eurodeputowany (zm. 2020)
  - José María Yanguas Sanz, hiszpański duchowny katolicki, biskup Cuenca
- 1948:
  - Ewa Grajkowska, polska kajakarka
  - Alicja Jachiewicz, polska aktorka
  - Heinrich Strasser, austriacki piłkarz
  - Allan Warren, brytyjski aktor, fotograf, pisarz
  - Włodzimierz Wiertek, polski samorządowiec, polityk, poseł na Sejm RP
- 1949:
  - Hans Bollinger, niemiecki pedagog, muzyk i pieśniarz ludowy
  - Pavel Gantar, słoweński socjolog, polityk
  - Fabio Gava, włoski prawnik, polityk
  - Brodie Greer, amerykański aktor
  - Witold Kasperski, polski piłkarz
  - Leonida Lari, mołdawska i rumuńska poetka, pisarka, tłumaczka, polityk
  - Krzysztof Linkowski, polski lekkoatleta, średniodystansowiec
  - Jacqueline Rouvier, francuska narciarka alpejska
  - Zoran Slavnić, serbski koszykarz, trener
- 1950:
  - Nico Braun, luksemburski piłkarz
  - Antoni Kura, polski prawnik, prokurator, historyk
  - Anne Ludvigsson, szwedzka polityk
  - Manuel (Pawłow), rosyjski biskup prawosławny (zm. 2015)
  - Drago Vabec, chorwacki piłkarz
- 1951:
  - Stefan Mikołajczak, polski polityk, samorządowiec, marszałek województwa wielkopolskiego (zm. 2019)
  - Julian Schnabel, amerykański reżyser, scenarzysta, rzeźbiarz, malarz
- 1952:
  - Leszek Benke, polski aktor (zm. 2021)
  - Lars Peter Hansen, amerykański ekonomista, laureat Nagrody Banku Szwecji im. Alfreda Nobla w dziedzinie ekonomii
  - Lazar Ristovski, serbski reżyser filmowy, aktor
  - William Joseph Wright, australijski duchowny katolicki, biskup Maitland-Newcastle (zm. 2021)
- 1953:
  - Roger Allam, brytyjski aktor
  - Claire de Castelbajac, francuska Służebnica Boża (zm. 1975)
  - Bogdan Chojna, polski przedsiębiorca (zm. 2005)
  - Krzesimir Dębski, polski kompozytor, dyrygent, skrzypek jazzowy
  - Joe Meriweather, amerykański koszykarz, trener (zm. 2013)
  - Danuta Minta-Tworzowska, polska archeolog
  - Ilpo Seppälä, fiński zapaśnik
  - Keith Strickland, amerykański gitarzysta, perkusista, członek zespołu The B-52’s
  - Lauren Tewes, amerykańska aktorka
- 1954:
  - Stephen L. Carter, amerykański prawnik, pisarz
  - Wasilis Chadzipanajis, grecki piłkarz
  - Victor Ciorbea, rumuński związkowiec, polityk, premier Rumunii
  - D.W. Moffett, amerykański aktor, reżyser filmowy, telewizyjny i teatralny
  - James Pickens Jr., amerykański aktor
  - Carlos Agostinho do Rosário, mozambicki polityk, premier Mozambiku
- 1955:
  - Bernd Drogan, niemiecki kolarz szosowy i torowy
  - Baltasar Garzón, hiszpański prawnik, sędzia
  - Jan Hoffmann, niemiecki łyżwiarz figurowy
  - Andros Kiprianu, cypryjski polityk
  - Zdzisław Kostrzewa, polski piłkarz, bramkarz (zm. 1991)
  - Laura Mintegi, baskijska pisarka, polityk
  - Stephen Robinson, amerykański inżynier, astronauta
- 1956:
  - Mike Godwin, amerykański adwokat, pisarz
  - Agnieszka Kotulanka, polska aktorka (zm. 2018)
  - Rita Wilson, amerykańska aktorka, producentka filmowa
- 1957:
  - Tadeusz Brzozowski, polski polityk, rolnik, senator RP
  - Hugh Dallas, angielski sędzia piłkarski
  - Mykoła Oniszczuk, ukraiński prawnik, polityk
  - Manuel Rivas, hiszpański prozaik, poeta, eseista, dziennikarz
- 1958:
  - Walter Junghans, niemiecki piłkarz, bramkarz, trener
  - Pascale Ogier, francuska aktorka (zm. 1984)
  - Shaun Woodward, brytyjski polityk
- 1959:
  - François Chau, kambodżański aktor
  - Dariusz Jakubowski, polski aktor
  - Evo Morales, boliwijski polityk, prezydent Boliwii
- 1960:
  - Félicien Mwanama, kongijski duchowny katolicki, biskup Luizy
  - Christopher Rinke, kanadyjski zapaśnik
  - Mark Schultz, amerykański zapaśnik
  - Joseph Vũ Văn Thiên, wietnamski duchowny katolicki, biskup Hải Phòng, arcybiskup Hanoi
- 1961:
  - Manuel Estiarte, hiszpański piłkarz wodny
  - Uhuru Kenyatta, kenijski polityk, prezydent Kenii
  - Dylan McDermott, amerykański aktor
- 1962:
  - Joe Dial, amerykański lekkoatleta, tyczkarz, trener
  - Cary Elwes, brytyjski aktor
  - Wiesław Pyzalski, polski muzyk, multiinstrumentalista, popularyzator muzyki
  - Dean Spielmann, luksemburski prawnik, sędzia i przewodniczący ETPCz
  - Busy Bee Starski, amerykański raper
  - Wilbert Suvrijn, holenderski piłkarz
- 1963:
  - Tom Cavanagh, kanadyjski aktor
  - Ted Demme, amerykański reżyser i producent filmowy (zm. 2002)
  - Natalie Merchant, amerykańska wokalistka, członkini zespołu 10,000 Maniacs
  - José Zalazar, urugwajski piłkarz
- 1964:
  - Nicole Bass, amerykańska kulturystka, wrestlerka, aktorka (zm. 2017)
  - Karel Camrda, czeski kolarz przełajowy i szosowy
  - Jurij Dochojan, rosyjski szachista. trener (zm. 2021)
  - Christine Gossé, francuska wioślarka
  - Maria Isaksson, szwedzka szpadzistka
  - Kikka, fińska piosenkarka (zm. 2005)
  - Elisabeta Lipă, rumuńska wioślarka, polityk
  - Danny Mastrogiorgio, amerykański aktor
  - Brian Nunes, amerykański duchowny katolicki, biskup pomocniczy Los Angeles
  - Janusz Palikot, polski przedsiębiorca, pisarz, polityk, poseł na Sejm RP
  - Mario Willomeit, niemiecki zapaśnik
- 1965:
  - Joachim Paul Assböck, niemiecki aktor
  - Aline Batailler, francuska judoczka
  - Beniamin (Korolow), rosyjski biskup prawosławny (zm. 2020)
  - Stanisław Kruczek, polski samorządowiec, członek zarządu województwa podkarpackiego
  - Alexandra Mařasová, słowacka narciarka alpejska
  - Kelly Rowan, kanadyjska aktorka
  - Renato Travaglia, włoski kierowca rajdowy
- 1966:
  - Alejandro Hoffman, argentyński szachista
  - Cristian Preda, rumuński politolog, publicysta, polityk
  - Robert Sowa, polski kucharz, restaurator, autor książek kucharskich
  - Steve Valentine, brytyjski aktor, magik, muzyk
- 1967:
  - Douglas Alexander, brytyjski politolog, prawnik, historyk, polityk
  - Keith Urban, australijski gitarzysta i piosenkarz country
- 1968:
  - Jarosław Ferenc, polski geograf, samorządowiec, prezydent Radomska
  - Robert Jarni, chorwacki piłkarz
  - Jon Åge Tyldum, norweski biathlonista
- 1969:
  - Kirsty Hawkshaw, brytyjska piosenkarka, autorka tekstów
  - Ilan Manor, izraelski szachista
  - Filip Memches, polski publicysta, dziennikarz, eseista
  - Aramajis Tonojan, ormiański piłkarz, trener
- 1970:
  - Bittor Alkiza, hiszpański piłkarz narodowości baskijskiej
  - Carlos Amarilla, paragwajski sędzia piłkarski
  - Satu Mäkelä-Nummela, fińska strzelczyni sportowa
  - John Mayock, brytyjski lekkoatleta, średnio- i długodystansowiec
  - Takanobu Okabe, japoński skoczek narciarski, trener
  - Katarzyna Pełczyńska-Nałęcz, polska socjolog, politolog, urzędniczka państwowa, dyplomatka
  - Lisa Ryder, kanadyjska aktorka
  - Paweł Sydor, polski kompozytor, dyrygent, pianista
- 1971:
  - Brendan Augustine, południowoafrykański piłkarz
  - Dimczo Belakow, bułgarski piłkarz
  - Jim Butcher, amerykański pisarz science fiction
  - Rosemarie DeWitt, amerykańska aktorka
  - Audley Harrison, brytyjski bokser
  - Steve Howey, angielski piłkarz
  - Vijay Iyer, amerykański pianista i kompozytor jazzowy pochodzenia indyjskiego
  - Kristian Niemann, szwedzki muzyk, kompozytor, członek zespołów: Therion, Demonoid i Purity of Essence
  - Wugar Orudżow, białoruski i rosyjski zapaśnik pochodzenia azerskiego
- 1972:
  - Stella Staudinger, austriacka koszykarka, trenerka
  - Takayuki Aoki, japoński kierowca wyścigowy
  - Daniel Elena, monakijski pilot rajdowy
  - Shan Sa, chińska pisarka, malarka
- 1973:
  - Max Andersson, szwedzki polityk
  - Scott Jurek, amerykański ultramaratończyk pochodzenia polskiego
  - Seth MacFarlane, amerykański animator, reżyser, scenarzysta i producent telewizyjny, aktor dubbingowy
  - Róbert Petrovický, słowacki hokeista
- 1974:
  - Francesco Bega, włoski piłkarz
  - Bohdan Bujak, ukraiński filozof. politolog, wykładowca akademicki
  - Yogane Corréa, francusko-senegalski rugbysta
  - János Hrutka, węgierski piłkarz
  - Vicente Moreno, hiszpański piłkarz
  - Aki Parviainen, fiński lekkoatleta, oszczepnik
  - Jeroen van Veen, holenderski basista, członek zespołu Within Temptation
- 1975:
  - Tammy Cleland, amerykańska pływaczka synchroniczna
  - Sean Harris, amerykański kulturysta (zm. 2017)
  - Andreea Pelei, rumuńska szablistka
  - Laurențiu Roșu, rumuński piłkarz
- 1976:
  - Ludovic Asuar, francuski piłkarz
  - Ihar Czumaczenka, białoruski piłkarz, trener pochodzenia ukraińskiego
  - Fallah Johnson, liberyjski piłkarz
  - Florence Kasumba, niemiecka aktorka pochodzenia ugandyjskiego
  - Miikka Kiprusoff, fiński hokeista
  - Dömötör Mészáros, węgierski siatkarz
  - Karen Roberts, brytyjska judoczka
  - Jordi Solé i Ferrando, hiszpański i kataloński polityk, samorządowiec, eurodeputowany
  - Jeremy Wotherspoon, kanadyjski łyżwiarz szybki
- 1977:
  - Cezary Atamańczuk, polski samorządowiec, polityk, poseł na Sejm RP
  - Louis Crayton, liberyjski piłkarz, bramkarz
  - Jon Heder, amerykański aktor, reżyser i scenarzysta filmowy
  - Ołeh Jaszczuk, ukraiński piłkarz, trener
  - Łukasz Orbitowski, polski pisarz
  - Chaz Lamar Shepherd, amerykański aktor
  - Beau Willimon, amerykański scenarzysta, dramaturg
- 1978:
  - Tyondai Braxton, amerykański kompozytor i muzyk[6]
  - Ewa Kaili, grecka dziennikarka, polityk
  - Marcin Krawczyk, polski aktor
  - Adriana Porowska, polska działaczka społeczna, minister
  - Salim Sdiri, francuski lekkoatleta, skoczek w dal pochodzenia tunezyjskiego
  - Tetiana Szynkarenko, ukraińska piłkarka ręczna
- 1979:
  - Tomasz Andrzejewski, polski koszykarz
  - Jákup á Borg, farerski piłkarz
  - Jonathan Chase, amerykański aktor
  - Jordan Kerr, australijski tenisista
  - Josh Portman, amerykański basista, członek zespołu Yellowcard
  - Mara Zini, włoska łyżwiarka szybka, specjalistka short tracku
- 1980:
  - Wladimer Burduli, gruziński piłkarz
  - Cristian Chivu, rumuński piłkarz
  - James Fowler, szkocki piłkarz
  - Juan Manuel Mendoza, kolumbijski aktor
- 1981:
  - Katrin Mattscherodt, niemiecka łyżwiarka szybka
  - Kamila Salwerowicz, polska aktorka
  - Martina Schild, szwajcarska narciarka alpejska
- 1982:
  - Nicola Adams, brytyjska pięściarka
  - Róbert Demjan, słowacki piłkarz
  - Ulrich Robeiri, francuski szpadzista
  - Łukasz Seweryn, polski koszykarz
- 1983:
  - Paul Martens, niemiecki kolarz szosowy
  - Gérôme Pouvreau, francuski wspinacz sportowy
  - Dmitrij Syczow, rosyjski piłkarz
- 1984:
  - Adriano, brazylijski piłkarz
  - Rafael dos Anjos, brazylijsko-amerykański grappler, zawodnik MMA
  - Sasha Cohen, amerykańska łyżwiarka figurowa
  - Adriano Correia, brazylijski piłkarz
  - Mathieu Crepel, francuski snowboardzista
  - Cerendżawyn Enchdżargal, mongolski piłkarz
  - Aleksandar Jovanović, bośniacki piłkarz
  - Zacharjasz Muszyński, polski aktor pochodzenia ukraińskiego
  - Daniel Urbański, polski bokser
  - Jan-Michael Williams, trynidadzko-tobagijski piłkarz, bramkarz
- 1985:
  - Andrea Bargnani, włoski koszykarz
  - Monta Ellis, amerykański koszykarz
  - Soko, francuska piosenkarka, aktorka pochodzenia polskiego
  - Asin Thottumkal, indyjska aktorka
- 1986:
  - Uwe Gensheimer, niemiecki piłkarz ręczny
  - James Gist, amerykański koszykarz
  - Kinga Ruszczyńska, polska pięściarka
  - Jakub Rzeźniczak, polski piłkarz
  - Amy Sheehan, australijska narciarka dowolna
  - Grigorij Sulemin, rosyjski judoka
- 1987:
  - Stany Delayre, francuski wioślarz
  - Łukasz Gikiewicz, polski piłkarz
  - Rafał Gikiewicz, polski piłkarz, bramkarz
  - Mariusz Kruk, polski kajakarz, kanadyjkarz
  - Iwelin Popow, bułgarski piłkarz
  - Ana Tiemi, brazylijska siatkarka
- 1988:
  - Little Caprice, czeska aktorka pornograficzna
  - Artiom Czebotariow, rosyjski bokser
  - Nicolás Sánchez, argentyński rugbysta
- 1989:
  - Ben Bassaw, francuski lekkoatleta, sprinter
  - Ionuț Neagu, rumuński piłkarz
  - Emil Sajfutdinow, rosyjski żużlowiec pochodzenia tatarskiego
  - Vaniel Sirin, haitański piłkarz
- 1990:
  - Tatjana Akimowa, rosyjska biathlonistka
  - Laura Frigo, włoska siatkarka
  - Hassan Hakizimana, burundyjski piłkarz
  - Henri Saivet, senegalski piłkarz
  - Jere Sallinen, fiński hokeista
  - Dienis Striełkow, rosyjski lekkoatleta, chodziarz
  - Ilka Štuhec, słoweńska narciarka alpejska
  - Alan Vera, kubański zapaśnik (zm. 2024)
- 1991:
  - Blas Cantó, hiszpański piosenkarz
  - Milija Mrdak, serbski siatkarz
- 1992:
  - Takudzwa Chimwemwe, zimbabwejski piłkarz
  - Nigel Dabinyaba, papuański piłkarz
  - Johnny Gorman, północnoirlandzki piłkarz
  - Ayşegül Günay, turecka koszykarka
  - Miloš Milisavljević, serbski piłkarz
- 1993:
  - Siergiej Karasiow, rosyjski koszykarz
  - Lü Xiuzhi, chińska lekkoatletka, chodziarka
  - Piotr Mazurek, polski dziennikarz, polityk, urzędnik państwowy
  - Dimitris Pelkas, grecki piłkarz
  - Óscar Pino, kubański zapaśnik
- 1994:
  - Allie DeBerry, amerykańska aktorka, modelka
  - Bediha Gün, turecka zapaśniczka
  - Blake Hamilton, amerykański koszykarz
  - Matthew Hudson-Smith, brytyjski lekkoatleta, sprinter
  - Nilson Loyola, peruwiański piłkarz
  - Jordan Morris, amerykański piłkarz
  - Darja Szmielowa, rosyjska kolarka torowa
- 1995:
  - Bartosz Fraszko, polski hokeista
  - Beka Ghwiniaszwili, gruziński judoka
  - Malcolm Hill, amerykański koszykarz
  - Celeste Plak, holenderska siatkarka
  - Katarzyna Portasińska, polska piłkarka ręczna
- 1996:
  - Dera Dida, etiopska lekkoatletka, biegaczka długodystansowa
  - Quentin Halys, francuski tenisista
  - Danilo Pantić, serbski piłkarz
- 1997:
  - Salih Aydın, turecki zapaśnik
  - Rhenzy Feliz, amerykański aktor pochodzenia dominikańskiego
  - Paulina Paszek, polska i niemiecka kajakarka
  - Billy Preston, amerykański koszykarz
  - Luis Segovia, ekwadorski piłkarz
- 1998:
  - Samantha Isler, amerykańska aktorka
  - Keston Julien, trynidadzko-tobagijski piłkarz
- 1999:
  - Mélissa Gal, francuska biegaczka narciarska
  - Manju Rani, indyjska pięściarka
  - Karolina Zaborska, polska koszykarka
- 2000:
  - Jenson Brooksby, amerykański tenisista
  - Elvin Cəfərquliyev, azerski piłkarz
  - Anastasija Kuroczkina, rosyjska snowboardzistka
  - Rudolf Molleker, niemiecki tenisista
- 2002 – Julian Dennison, nowozelandzki aktor
- 2003 – Blessing Afrifah, izraelski lekkoatleta, sprinter
- 2004 – Patrick Dorgu, duński piłkarz pochodzenia nigeryjskiego

## Zmarli
- 899 – Alfred Wielki, król Wesseksu (ur. 849)
- 1440 – Gilles de Rais, francuski arystokrata, wojskowy, seryjny morderca (ur. 1405)
- 1452 – Dziersław z Borzymowa, polski duchowny katolicki, prawnik, dyplomata (ur. ok. 1390)
- 1494 – Amde Tsyjon II, cesarz Etiopii (ur. ok. 1487)
- 1497 – Mikołaj Tęczyński, polski szlachcic, miecznik krakowski, wojewoda bełski, wojewoda ruski, starosta generalny ruski (ur. ok. 1465)
- 1536 – Krištof Ravbar, słoweński duchowny katolicki, biskup lublański, dyplomata cesarski (ur. ok. 1466)
- 1550 – Samuel Maciejowski, polski duchowny katolicki, biskup krakowski (ur. 1499)
- 1555 – Olimpia Fulvia Morata, włoska humanistka, poetka (ur. 1526)
- 1580 – Anna Habsburżanka, królowa Hiszpanii i Portugalii (ur. 1549)
- 1595 – Jerzy Juriewicz Chodkiewicz, krajczy wielki litewski, starosta generalny żmudzki, marszałek Trybunału Głównego Wielkiego Księstwa Litewskiego (ur. ?)
- 1603 – Otto II, książę Lüneburga-Harburga (ur. 1528)
- 1610 – Francesco Vanni, włoski malarz (ur. 1563)
- 1612 – Jean Bauhin, szwajcarski botanik pochodzenia francuskiego (ur. 1541)
- 1666 – Abbas II, szach Persji (ur. 1632)
- 1676 – Nathaniel Bacon, amerykański rebeliant (ur. 1647)
- 1693 – Cyprian Żochowski, polski duchowny greckokatolicki, metropolita kijowski, halicki i całej Rusi, arcybiskup połocki, witebski, mścisławski, orszański, archimandryta dermański i dubieński (ur. ok. 1635)
- 1694:
  - Andreas Müller, niemiecki pastor, teolog, orientalista (ur. 1630)
  - Samuel von Pufendorf, niemiecki teoretyk prawa (ur. 1632)
- 1711 – Bonawentura z Potenzy, włoski franciszkanin, błogosławiony (ur. 1651)
- 1717 – Catherine Sedley, angielska arystokratka (ur. 1657)
- 1749 – Louis-Nicolas Clérambault, francuski kompozytor, organista, klawesynista (ur. 1676)
- 1751 – Philip Doddridge, brytyjski duchowny protestancki (ur. 1702)
- 1756:
  - Rolland-Michel Barrin, francuski admirał, administrator kolonialny (ur. 1693)
  - Johann Theodor Roemhildt, niemiecki kompozytor (ur. 1684)
- 1763 – Johann Moritz Gustav von Manserscheid-Blankenheim, niemiecki duchowny katolicki, biskup Wiener Neustadt, arcybiskup metropolita praski i prymas Czech (ur. 1676)
- 1764 – William Hogarth, brytyjski malarz, miedziorytnik (ur. 1697)
- 1772 – Antonio Marino Priuli, włoski duchowny katolicki, biskup Padwy, kardynał (ur. 1707)
- 1780 – Łukasz Smuglewicz, polski malarz, pedagog (ur. 1709)
- 1802 – Stefan Ottenhauz, polski szlachcic, polityk (ur. ok. 1713)
- 1803 – Granville Leveson-Gower, brytyjski arystokrata, polityk (ur. 1721)
- 1805 – Charles Delacroix, francuski polityk (ur. 1741)
- 1815 – Cornelis van der Aa, holenderski pisarz, historyk, księgarz (ur. 1749)
- 1819 – Thomas Johnson, amerykański prawnik, polityk (ur. 1732)
- 1828 – Albrecht Thaer, niemiecki agronom (ur. 1752)
- 1840 – Nicholas Aylward Vigors, irlandzki zoolog, polityk (ur. 1785)
- 1852:
  - Vincenzo Gioberti, włoski polityk, filozof, teolog (ur. 1801)
  - Ádám Récsey, węgierski generał, polityk, premier Węgier (ur. 1775)
- 1854 – Teresa Sachsen-Hildburghausen, królowa Bawarii (ur. 1792)
- 1860 – Franciszek Ksawery Matejko, polski guwerner, nauczyciel muzyki pochodzenia czeskiego, ojciec Jana (ur. 1789 lub 93)
- 1863 – Gotthard Daniel Fritzsche, niemiecki pastor (ur. 1797)
- 1864 – Teodor Narbutt, polski kapitan, inżynier wojskowy, historyk, bibliofil (ur. 1784)
- 1868 – Wilhelm Griesinger, niemiecki psychiatra (ur. 1817)
- 1871:
  - Robert Anderson, amerykański major (ur. 1805)
  - Thomas Ewing, amerykański polityk (ur. 1789)
- 1872 – Ottilie von Goethe, niemiecka pisarka, wydawczyni (ur. 1796)
- 1874 – Peter Cornelius, niemiecki kompozytor, skrzypek, librecista, poeta (ur. 1824)
- 1877 – Carl Ferdinand Becker, niemiecki kompozytor, organista, pisarz muzyczny (ur. 1804)
- 1879 – Angelina Grimké, amerykańska abolicjonistka, sufrażystka (ur. 1805)
- 1884 – Nerses II, ormiański patriarcha Konstantynopola (ur. 1837)
- 1888 – William Thomas Hamilton, amerykański prawnik, polityk, podróżnik (ur. 1820)
- 1890 – Carlo Collodi, włoski pisarz, dziennikarz (ur. 1826)
- 1893 – Franz Grashof, niemiecki inżynier-mechanik (ur. 1826)
- 1901:
  - Alfred Tysoe, brytyjski lekkoatleta, długodystansowiec (ur. 1874)
  - Liberat Zajączkowski, polski dziennikarz, wydawca (ur. 1843)
- 1902 – Elizabeth Cady Stanton, amerykańska abolicjonistka, feministka (ur. 1815)
- 1903 – Maurice Rollinat, francuski poeta (ur. 1846)
- 1904 – Henry Norman, brytyjski marszałek polny, administrator kolonialny (ur. 1826)
- 1905 – Johann Caspar Herterich, niemiecki malarz, pedagog (ur. 1843)
- 1906 – Jan Dzierżon, polski duchowny katolicki, pszczelarz (ur. 1811)
- 1907 – Charles van Lerberghe, flamandzki poeta, dramaturg (ur. 1861)
- 1908:
  - Takeaki Enomoto, japoński wiceadmirał, polityk, jedyny prezydent separatystycznej Republiki Ezo (ur. 1836)
  - François-Désiré Mathieu, francuski duchowny katolicki, biskup Angers, arcybiskup metropolita Tuluzy, kardynał (ur. 1839)
- 1909 – Hirobumi Itō, japoński polityk, pierwszy premier Japonii (ur. 1841)
- 1910 – Rudolf Ulrich Krönlein, szwajcarski chirurg (ur. 1847)
- 1913 – Celina Borzęcka, polska zakonnica, błogosławiona (ur. 1833)
- 1915:
  - August Bungert, niemiecki kompozytor (ur. 1845)
  - Marian Łomnicki, polski geolog, zoolog, paleontolog, wykładowca akademicki (ur. 1845)
- 1916 –Arthur von Hippel, niemiecki okulista, wykładowca akademicki (ur. 1841)
- 1917 – Jewhen Ołesnycki, ukraiński działacz społeczny i polityczny, prawnik, ekonomista, publicysta, tłumacz pochodzenia polskiego (ur. 1860)
- 1918:
  - Oliver von Beaulieu-Marconnay, niemiecki pilot wojskowy, as myśliwski (ur. 1898)
  - Mikołaj Rejchman, polski gastrolog, patolog (ur. 1851)
- 1919 – Motojirō Akashi, japoński baron, generał, polityk (ur. 1864)
- 1923 – Charles Proteus Steinmetz, amerykański inżynier, matematyk pochodzenia niemieckiego (ur. 1865)
- 1924 – Luigi Pelloux, włoski generał, polityk, premier Włoch (ur. 1839)
- 1926 – Annie Speirs, brytyjska pływaczka (ur. 1889)
- 1927 – Hermann Muthesius, niemiecki architekt (ur. 1861)
- 1928:
  - Rodryg Dunin, polski przemysłowiec, agronom (ur. 1870)
  - Reuben Archer Torrey, amerykański ewangelista, pastor, nauczyciel, pisarz (ur. 1856)
- 1929:
  - Arno Holz, niemiecki poeta, dramaturg (ur. 1863)
  - Aby Warburg, niemiecki historyk i teoretyk sztuki, kulturoznawca (ur. 1866)
- 1930:
  - Jean Claude Nicolas Forestier, francuski inżynier leśny (ur. 1861)
  - Waldemar Haffkine, rosyjsko-francuski bakteriolog pochodzenia żydowskiego (ur. 1860)
- 1931 – Emil Skrynkowicz, polski piłkarz (ur. 1907)
- 1932 – Margaret Brown, amerykańska pasażerka „Titanica” (ur. 1867)
- 1933:
  - Jerzy Bardziński, polski podpułkownik kawalerii, bobsleista (ur. 1893)
  - José Malhoa, portugalski malarz, pedagog (ur. 1855)
- 1934:
  - Valentine Hall, amerykański tenisista (ur. 1864)
  - Marian Świechowski, polski dziennikarz, publicysta, działacz narodowy, polityk, poseł na Sejm Litwy Środkowej i Sejm Ustawodawczy (ur. 1882)
  - Jan Turczynowicz, polski adwokat, samorządowiec, prezydent Lublina (ur. 1885)
- 1935 – Ákos Buttykay, węgierski kompozytor, pianista (ur. 1871)
- 1936 – Rodney Heath, australijski tenisista (ur. 1884)
- 1937:
  - Wasilij Bogowoj, radziecki wojskowy, dyplomata (ur. 1893)
  - Józef Dowbor-Muśnicki, polski generał broni (ur. 1867)
  - Jakow Gercberg, polski działacz komunistyczny, funkcjonariusz radzieckich służb specjalnych (ur. 1898)
  - Henryk Jaśkiewicz, polski inżynier górniczy (ur. 1898)
  - Aleksandr Nikonow, radziecki oficer wywiadu wojskowego (ur. 1893)
  - Stefan Żbikowski, polski działacz komunistyczny, radziecki oficer (ur. 1891)
- 1939:
  - Helena Sierakowska, polska działaczka społeczna i oświatowa na Warmii i Powiślu (ur. 1886)
  - Stanisław Sierakowski, polski hrabia, działacz narodowy, polityk, prezes ZPwN (ur. 1881)
- 1940 – Olga Boznańska, polska malarka (ur. 1865)
- 1941:
  - Arkadij Gajdar, rosyjski pisarz (ur. 1904)
  - Hanna Hubicka, polska lekarka, działaczka społeczna, polityk, senator RP (ur. 1889)
  - Józef Maślanka, polski porucznik piechoty, żołnierz ZWZ (ur. 1909)
  - Victor Schertzinger, amerykański kompozytor, reżyser, producent i scenarzysta filmowy (ur. 1888)
- 1942:
  - Cyprian Chotyniecki, polski duchowny greckokatolicki (ur. 1866)
  - Thomas Coe, brytyjski piłkarz wodny (ur. 1873)
  - Stanisław Roman Dangel, polski dziennikarz, urzędnik, działacz konspiracji antyhitlerowskiej (ur. 1891)
  - William Finnemann, niemiecki duchowny katolicki, werbista, wikariusz apostolski Calapanu na Filipinach, Sługa Boży (ur. 1882)
  - Zofia Karaś, polska lekarka, działaczka społeczna (ur. 1904)
  - Aleksander Skibniewski, polski ziemianin, prawnik, działacz społeczny, polityk (ur. 1868)
- 1943:
  - Stefan Leopold Kulikowski, polski wydawca, kolekcjoner sztuki, fotograf (ur. 1871)
  - Bolesław Wiechuła, polski chirurg, harcerz (ur. 1912)
- 1944 – Beatrycze Koburg, księżniczka brytyjska (ur. 1857)
- 1945:
  - Doczo Christow, bułgarski prawnik, polityk (ur. 1895)
  - Aleksiej Kryłow, rosyjski matematyk, inżynier budowy okrętów, mechanik teoretyk, wykładowca akademicki, admirał (ur. 1863)
  - Paul Pelliot, francuski orientalista, podróżnik, sinolog, wykładowca akademicki (ur. 1878)
  - Raymond Suvigny, francuski sztangista (ur. 1903)
- 1946 – Henry Helm Clayton, amerykański meteorolog (ur. 1861)
- 1947:
  - Edward Findley, australijski polityk (ur. 1864)
  - Ion Sava, rumuński reżyser teatralny (ur. 1900)
- 1948:
  - Elsa Ehrich, niemiecka funkcjonariuszka i zbrodniarka nazistowska (ur. 1914)
  - Josif Mihali, albański duchowny katolicki rytu bizantyjskiego, więzień sumienia, błogosławiony (ur. 1912)
- 1949 – Jan Daniel Chowańczak, polski przemysłowiec, kupiec (ur. 1895)
- 1950 – Walenty Fojkis, polski działacz narodowy na Górnym Śląsku (ur. 1895)
- 1951:
  - Herbert Lindström, szwedzki przeciągacz liny (ur. 1886)
  - Jimmy Moran, amerykański kolarz torowy (ur. 1886)
  - Fiodor Szebanow, radziecki pilot wojskowy, as myśliwski (ur. 1921)
  - Isaak Szwarc, radziecki polityk pochodzenia żydowskiego (ur. 1879)
- 1952:
  - Romuald Gumiński, polski klimatolog, wykładowca akademicki (ur. 1896)
  - Jan Koelichen, polski pułkownik lekarz, neurolog (ur. 1871)
  - Myrtle McAteer, amerykańska tenisistka (ur. 1878)
  - Hattie McDaniel, amerykańska aktorka, piosenkarka (ur. 1895)
  - Enrique Romero-Nieves, amerykański starszy szeregowy pochodzenia portorykańskiego (ur. ?)
  - Henri Rouvière, francuski lekarz, anatom, wykładowca akademicki (ur. 1876)
- 1955 – François-Lèon Leveque, francuski generał (ur. 1870)
- 1956 – Otto Scheff, austriacki pływak (ur. 1889)
- 1957:
  - Gerty Cori, amerykańska biochemik, laureatka Nagrody Nobla (ur. 1896)
  - Nikos Kazandzakis, grecki pisarz (ur. 1883)
- 1958:
  - Ladislav Hudec, słowacki architekt, budowniczy (ur. 1893)
  - Jan Witkiewicz, polski architekt, konserwator zabytków (ur. 1882)
- 1959:
  - Ernst Fast, szwedzki lekkoatleta, maratończyk (ur. 1881)
  - Nikolaus von Vormann, niemiecki generał porucznik (ur. 1895)
- 1960 – Sawielij Łoginow, radziecki polityk (ur. 1913)
- 1964:
  - Eric Edgar Cooke, australijski seryjny morderca (ur. 1931)
  - Agnes Miegel, niemiecka poetka, dziennikarka (ur. 1879)
- 1965 – Sylvia Likens, amerykańska ofiara morderstwa (ur. 1949)
- 1966:
  - Alma Cogan, brytyjska piosenkarka (ur. 1932)
  - George Wynn, walijski piłkarz (ur. 1886)
- 1968:
  - Siergiej Bernstein, radziecki matematyk pochodzenia żydowskiego (ur. 1880)
  - Ștefan Erdélyi, rumuński szachista pochodzenia węgierskiego (ur. 1905)
- 1969:
  - Stefan Bagiński, polski histolog, embriolog, wykładowca akademicki (ur. 1892)
  - Cyril Slater, kanadyjski hokeista (ur. 1897)
- 1970:
  - Kid Kaplan, amerykański bokser pochodzenia żydowskiego (ur. 1901)
  - Jan Kieżun, polski podpułkownik pilot (ur. 1890)
  - Marcel Minnaert, belgijski astronom (ur. 1893)
- 1971 – Bolesław Rumiński, polski inżynier chemik, polityk, poseł na Sejm Ustawodawczy i Sejm PRL, minister przemysłu rolnego i spożywczego, minister przemysłu chemicznego, członek Rady Państwa (ur. 1907)
- 1972:
  - Joe Cottrill, brytyjski lekkoatleta, średnio- i długodystansowiec (ur. 1888)
  - Bolesław Jatelnicki-Jacyna, polski generał brygady (ur. 1890)
  - Igor Sikorski, rosyjsko-ameryksński konstruktor samolotów i śmigłowców (ur. 1889)
- 1973:
  - Siemion Budionny, rosyjski i radziecki dowódca wojskowy, kawalerzysta, marszałek ZSRR, polityk (ur. 1883)
  - Veludo, brazylijski piłkarz, bramkarz (ur. 1930)
- 1975:
  - John J. Rooney, amerykański polityk (ur. 1903)
  - Eugeniusz Tadeusiewicz, polski piłkarz, hokeista (ur. 1906)
  - Emiel Van Cauter, belgijski kolarz szosowy (ur. 1931)
- 1976:
  - Siergiej Ogolcow, radziecki generał porucznik, funkcjonariusz organów bezpieczeństwa, polityk (ur. 1900)
  - Siergiej Riasnianski, rosyjski pułkownik, emigracyjny publicysta i działacz kombatancki (ur. 1886)
- 1977:
  - Matwiej Kononienko, radziecki generał major gwardii (ur. 1900)
  - Leszek Nartowski, polski operator filmów animowanych (ur. 1931)
- 1978 – Konstantin Buszujew, rosyjski specjalista techniki rakietowej (ur. 1914)
- 1979:
  - Park Chung-hee, południowokoreański polityk, prezydent Korei Południowej (ur. 1917)
  - Władimir Makarow, radziecki polityk (ur. 1923)
- 1980:
  - Marcelo Caetano, portugalski polityk, premier Portugalii (ur. 1906)
  - Víctor Galíndez, argentyński bokser (ur. 1948)
  - Marian Wojtczak, polski aktor (ur. 1916)
- 1981 – Johannes Vilberg, estoński strzelec sportowy (ur. 1903)
- 1982 – Valerio Zurlini, włoski reżyser i scenarzysta filmowy (ur. 1926)
- 1983 – Alfred Tarski, polski matematyk, filozof, logik pochodzenia żydowskiego (ur. 1901)
- 1984:
  - Mark Kac, polsko-amerykański matematyk pochodzenia żydowskiego (ur. 1914)
  - Günther Stoll, niemiecki technik żywienia, ofiara morderstwa (ur. 1950)
- 1985 – Mieczysław Połukard, polski żużlowiec, trener (ur. 1930)
- 1986 – Jackson Scholz, amerykański lekkoatleta, sprinter (ur. 1897)
- 1987 – Aldo Boffi, włoski piłkarz (ur. 1915)
- 1989:
  - Charles Pedersen, amerykański chemik pochodzenia norwesko-japońskiego, laureat Nagrody Nobla (ur. 1904)
  - Anders Rydberg, szwedzki piłkarz, bramkarz (ur. 1903)
- 1990:
  - Guillermo García González, kubański szachista (ur. 1953)
  - Barbara Ludwiżanka, polska aktorka (ur. 1908)
  - Edward Rączkowski, polski aktor (ur. 1911)
- 1991 – Takis Morakis, grecki kompozytor (ur. 1916)
- 1992 – Oscar Ågren, szwedzki bokser (ur. 1914)
- 1993:
  - Franciszek Dźwigoński, polski duchowny katolicki (ur. 1913)
  - Zygmunt Rudomino, polski kontradmirał (ur. 1923)
- 1994:
  - Ludwik Kalkstein, polski literat, żołnierz konspiracji, agent Gestapo (ur. 1920)
  - Rajmund Kazimierz Łaszczyński, polski porucznik (ur. 1921)
- 1995 – Wilhelm Freddie, duński malarz (ur. 1909)
- 1996:
  - Henri Lepage, francuski szpadzista (ur. 1908)
  - Giovanni Zuddas, włoski bokser (ur. 1928)
- 1999:
  - Johannes Käbin, estoński polityk komunistyczny (ur. 1905)
  - Witalij Masłowski, ukraiński historyk, wykładowca akademicki (ur. 1935)
  - Abraham Polonsky, amerykański reżyser i scenarzysta pochodzenia żydowskiego (ur. 1910)
- 2000 – Mike Rawson, brytyjski lekkoatleta, śrerniodystansowiec (ur. 1934)
- 2001:
  - Sorajja Esfandijari Bachtijari, druga żona szacha Iranu Mohammada Rezy Pahlawiego (ur. 1932)
  - Piotr Proskurin, rosyjski pisarz (ur. 1928)
- 2002:
  - Jan Blinowski, polski fizyk teoretyk (ur. 1939)
  - Stefan Dymiter, polski skrzypek pochodzenia cygańskiego (ur. 1938)
- 2003:
  - Elem Klimow, rosyjski reżyser filmowy (ur. 1933)
  - Heinz Piontek, niemiecki prozaik, poeta, krytyk literacki, autor słuchowisk radiowych, tłumacz, wydawca (ur. 1925)
- 2004 – Zdeněk Matějček, czeski psycholog dziecięcy (ur. 1922)
- 2005:
  - Józef Patkowski, polski muzykolog, kompozytor muzyki filmowej (ur. 1929)
  - George Swindin, angielski piłkarz, bramkarz, trener (ur. 1914)
- 2007:
  - Arthur Kornberg, amerykański biochemik pochodzenia żydowskiego, laureat Nagrody Nobla (ur. 1918)
  - Bernard L. Kowalski, amerykański reżyser filmowy i telewizyjny pochodzenia polskiego (ur. 1929)
  - Jerzy Pietrkiewicz, polski pisarz, historyk literatury, publicysta (ur. 1916)
  - Khun Sa, birmański dowódca rebelianckiej armii Mong Tai, baron narkotykowy (ur. 1934)
- 2008:
  - Gábor Delneky, węgierski szablista (ur. 1932)
  - Haji Omar, afgańsko-pakistański przywódca plemienny, separatysta (ur. 1951)
  - Michele Piccirillo, włoski archeolog, franciszkanin (ur. 1944)
- 2009 – Irena Conti Di Mauro, polsko-włoska dziennikarka, pisarka, poetka (ur. 1923 lub 31)
- 2011:
  - Adam Karpiński, polski historyk literatury (ur. 1952)
  - Stefan Makné, polski pilot szybowcowy i balonowy (ur. 1927)
  - Jona Senilagakali, fidżyjski polityk, premier Fidżi (ur. 1929)
  - Zjawin, polski raper, producent muzyczny (ur. 1983)
- 2012:
  - Eloy Gutiérrez Menoyo, kubański wojskowy, polityk, dysydent (ur. 1934)
  - Jerzy Olesiak, polski bobsleista (ur. 1930)
  - Natina Reed, amerykańska aktorka, raperka, wokalistka (ur. 1980)
- 2013:
  - Irena Kluk-Drozdowska, polska muzyk, pedagog, kierownik muzyczny (ur. 1927)
  - Jerzy Trojanowski, polski biochemik (ur. 1925)
- 2014 – Senzo Meyiwa, południowoafrykański piłkarz, bramkarz (ur. 1987)
- 2015:
  - S. Barry Cooper, brytyjski matematyk (ur. 1943)
  - Giuseppe Nazzaro, włoski duchowny katolicki, Kustosz Ziemi Świętej, arcybiskup, wikariusz apostolski Aleppo (ur. 1937)
- 2016:
  - Ali Hussein, iracki piłkarz (ur. 1961)
  - William Eteki Mboumoua, kameruński dyplomata, polityk (ur. 1933)
- 2017 – Nelly Olin, francuska polityk, minister środowiska i zrównoważonego rozwoju (ur. 1941)
- 2018:
  - Nikołaj Karaczencow, rosyjski aktor (ur. 1944)
  - Valentin Masengo, kongijski duchowny katolicki, biskup Kabindy (ur. 1940)
  - Franciszek Racis, polski muzykant, skrzypek i śpiewak ludowy (ur. 1922)
- 2019:
  - Robert Evans, amerykański aktor, producent filmowy (ur. 1930)
  - Józef Stasiński, polski plastyk, rzeźbiarz (ur. 1927)
- 2020:
  - Izzat Ibrahim ad-Duri, iracki wojskowy, polityk, minister spraw wewnętrznych, wiceprezydent (ur. 1942)
  - Eddie Johnson, amerykański koszykarz, przestępca (ur. 1955)
- 2021:
  - Umberto Colombo, włoski piłkarz (ur. 1933)
  - Roh Tae-woo, południowokoreański generał, polityk, prezydent Korei Południowej (ur. 1932)
  - Mort Sahl, amerykański aktor, komik (ur. 1927)
  - Walter Smith, szkocki piłkarz, trener (ur. 1948)
- 2022:
  - Michael Basman, brytyjski szachista, trener (ur. 1946)
  - Jan Hesse, polski operator filmowy (ur. 1938)
  - Julie Powell, amerykańska pisarka (ur. 1973)
  - Pierre Soulages, francuski malarz, grafik (ur. 1919)
- 2023 – Richard Moll, amerykański aktor (ur. 1943)
- 2024 – Asrat Haile, etiopski piłkarz (ur. 1951)